# Bernard Lacoste
Bernard Lacoste (* 22. Juni 1931 in Paris; † 21. März 2006 ebenda) war ein französischer Modeschöpfer und Unternehmer.

## Leben
Der Sohn von René Lacoste, dem Gründer des Modeunternehmens Lacoste, erwarb an der Princeton University in den USA den Bachelor of Science. Von Februar 1954 bis Februar 1956 war er Leutnant bei der französischen Luftwaffe. Von 1956 bis 1963 arbeitete er für General Motors in Frankreich.
Ab 1964 war er Chef des weltweit bekannten Familienunternehmens Lacoste. Als er dieses übernahm, wurden pro Jahr ca. 300.000 Kleidungsstücke hergestellt. Im Jahr 2005 waren es fast 50 Millionen, die in 110 Ländern verkauft wurden. Insgesamt machte die Firma einen Umsatz von etwa einer Milliarde US$.
Im September 2005 übergab er die Unternehmensleitung aus gesundheitlichen Gründen an seinen Bruder Michel Lacoste. Sechs Monate später starb er nach schwerer Krankheit im Alter von 74 Jahren.

## Auszeichnungen
- Companion Member of the Textile Institute (seit 1995)
- Offizier der Ehrenlegion am 11. April 2001
- Ritter der Ehrenlegion am 24. März 1989
- Ritter des Ordre national du Mérite am 23. Dezember 1982

## Weitere Aktivitäten
- seit 2002: Regular Member of the Federation of the European Sporting Goods Industry (FESI)
- seit 1997: Direktor der Generalversammlung des Comité Français des Manifestations à l’Etranger
- seit 1995: Direktor der World Federation Sporting Goods Industry (WFSGI)
- seit 1988: Direktor der Union des Fabricants
- seit 1986: Aktives Mitglied des Comité Vendôme
- seit 1984: Mitglied des Comité Colbert
- seit 1981: Ehrenvizepräsident der French Federation of Sporting Goods Industry (FIFAS)
- von 1980 bis 1983: Direktor des Centre Français du Commerce Extérieur (CFCE)
- von 1970 bis 1974: Präsident der Neuilly Tennis Association
- von 1981 bis 1981: Vizepräsident der Fédération Française d’Articles de Sport
- von 1966 bis 1981: Direktor der Fédération Française d’Articles de Sport